# Trop près d'elle
Pour plus de détails, voir Fiche technique et Distribution.
Trop près d'elle (The Mentor) est un film américain, réalisé par Anthony Lefresne sorti en 2014. Il a été écrit par Susan Atkinson et Christine Conradt. Il a été produit par Chris Lancey. Il est sorti le 14 juin 2014 aux États-Unis et le 10 novembre 2014 en France.

## Synopsis
Alors qu'Élisabeth (Jes Macallan) et Brian May (Nicholas Bishop) rentrent de vacances avec leurs deux filles, ils ont un accident de voiture. L'aînée, Pippa, décède dans l'accident. Brian et Élisabeth ont des difficultés à reprendre leur vie et se séparent.
Un an plus tard, Élisabeth décide de postuler dans une école pour redevenir institutrice, comme elle avait prévu avant l'accident. Pour l'accompagner dans sa reprise, la directrice de l'école, la Principale Atkins choisi de lui attribuer un tuteur, Paul (Aaron Douglas). Celui-ci va petit à petit s'insinuer dans la vie d'Élisabeth. Tous les moyens sont bons pour empêcher Élisabeth et Brian de se remettre ensemble.

## Fiche technique
Sauf indication contraire, les informations mentionnées dans cette section peuvent être confirmées par le générique de fin de l'œuvre audiovisuelle présentée ici, ainsi que par la base de données cinématographiques IMDb,  présente dans la section « Liens externes ».
- Titre : Trop près d'elle
- Titre original : The Mentor
- Réalisation : Anthony Lefresne
- Assistants réalisateurs : Ryan McDowell et Maxwell Johnson
- Scénario : Susan Atkinson, Christine Conradt et Anthony Lefresne
- Directeur de la photographie : Greg Kieffer
- Musique : Joe DiBlasi
- Montage : Chelsea Wofford
- Directeurs de casting : Mary Jo Slater
- Décors : Jonas Sappington
- Costumes : Jacqui Newell
- Producteur : Chris Lancey
- Assistant aux producteurs : Baya Voce
- Genre : drame
- Pays d'origine : États-Unis
- Langue : Anglais
- Durée : 89 minutes
- Dates de sortie :
  - États-Unis : 14 juin 2014
  - France : 10 novembre 2014

## Distribution
Sauf indication contraire, les informations mentionnées dans cette section peuvent être confirmées par la base de données cinématographiques IMDb,  présente dans la section « Liens externes ».
- Jes Macallan (VF : Natasha Muller) : Elisabeth May
- Aaron Douglas (VF : Marc Bretonnier) : Paul Allenham
- Nic Bichop (VF : Jean-Baptiste Marcenac) : Brian May
- Abigail Scott (VF : Clara Quilichini) : Meghan May
- Maggie Scott : Pippa May
- Christmas Lutu : Détective Ryans
- Danor Gerald : Détective Foley
- Renny Grames (VF : Christine Bellier) : Pam
- Lauryn Kent (VF : Adeline Forlani) : Michelle
- Yolanda Wood (VF : Laura Zichy) : Proviseur Atkins
- Karen Baird : Mary
- Rocky Myers : Milo
- Clare Niederpruem (VF : Claire Morin) : Amber
- Nichelle Aiden : Vanessa
- Anne Sward : Docteur Gray
- Andrew Johnson : Officier Curtis
- Darrell Gray : patron du café
- Kayson Dawson : Joey
- Eli Holdaway : Charles
- Annalaya Brown : Emma